# Diga di Miyagase
La diga di Miyagase (宮ヶ瀬ダム?, Miyagase damu) è una diga sul fiume Kawauchi, un affluente principale del fiume Sagami nel cittadina distretto di Aikō, nella prefettura di Kanagawa in Giappone. Essa si trova a cavallo del confine tra il villaggio di Kiyokawa (nella cittadina di Aikawa) e l'ex cittadina di Tsukui (ora parte della città di Sagamihara).

## Storia
Il potenziale del fiume Sagami per lo sfruttamento dell'energia idroelettrica cominciò ad essere sviluppato negli anni 1930s, con la crescita dell'industria e del consumo elettrico nella cintura industriale di Yokohama-Kanagawa. I lavori sulla diga di Sagami, la prima diga sul corso principale del fiume Sagami, cominciarono nel 1938; tuttavia, la mancanza di finanziamenti e l'avvento della Seconda guerra mondiale ritardarono il completamento fino a dopo la fine della guerra. I lavori sulla diga di Shiroyama furono completati nel 1965. La crescita della popolazione della vicina Atsugi e l'accresciuto bisogno di acqua ad uso industriale e potabile stimolarono i piani per ulteriori dighe sugli affluenti del fiume Sagami. I piani per la diga di Miyagase furono finalizzati nel 1969 con i lavori che iniziarono nel 1971. A causa delle dimensioni enormi della diga e il bisogno di spostare circa 300 famiglie dall'area inondata dalla diga, la costruzione fu completata solo nell'anno 2000. 

## Progetto
La diga di Miyagase è una diga a gravità in calcestruzzo a nucleo cavo. Fu progettata da un consorzio della Kajima Construction, della Obayashi Corporation e della Toda Corporation. La diga fu progettata come diga multifunzionale. Oltre a consentire il controllo delle piene, fornisce il 90% dell'acqua potabile ai due terzi della popolazione della prefettura di Kanagawa, incluse le città di Kawasaki, Yokohama e Yokosuka. Fornisce anche l'acqua all'associata centrale idroelettrica di Aikawa, che ha una capacità stimata di 24.000 KW di potenza.
La diga, alta 156 m, è la seconda diga più alta nella regione di Kantō. La diga di Miyagase è la più alta e la più grande diga in calcestruzzo compattato a rulli del Giappone.
Il bacino creato dalla diga, il lago Miyagase  (宮ヶ瀬湖?, Miyagase-ko), è un popolare punto ricreativo nella prefettura di Kanagawa.

## Dintorni
L'accesso del pubblico alla diga e al suo lago è fornito dalla Strada statale 412.